# Documento Z 3
Documento Z 3 è un film di genere spionistico del 1942 diretto da Alfredo Guarini ed ambientato nel contesto delle vicende belliche che si sono svolte nei Balcani nel 1941. È considerato il primo film a cui Federico Fellini abbia partecipato come co-sceneggiatore, non accreditato.

## Trama

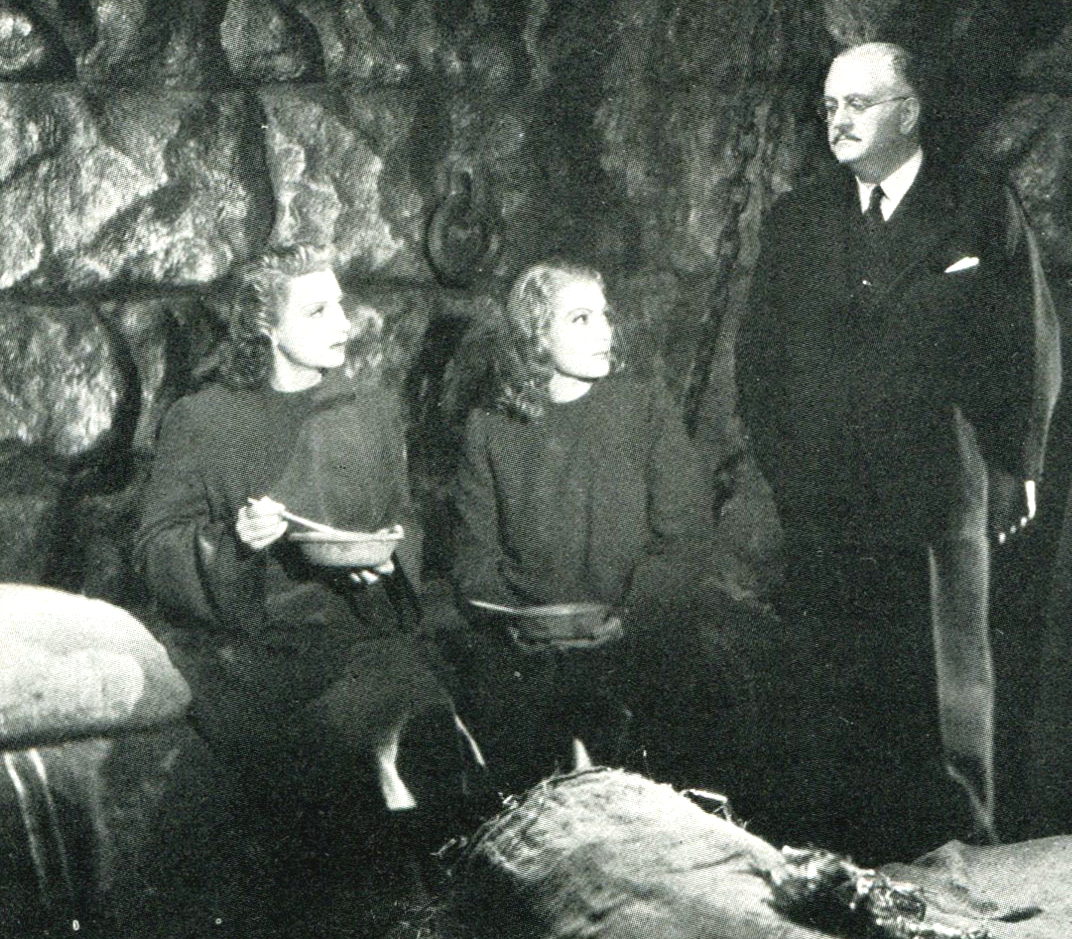
Tina Lattanzi (a sin.) ed Isa Miranda prigioniere del capo della polizia jugoslava, Guglielmo Barnabò

Jugoslavia, 1941. Sandra Morini, dalmata di origini italiane, per sfuggire alla polizia che la sospetta di spionaggio, si rifugia presso una località di montagna, dove viene arrestata su denuncia di Sullich, che lei credeva un amico. Più tardi la donna viene liberata perché lo stesso Sullich, che intanto si è rivelato essere un agente del controspionaggio jugoslavo, le propone di collaborare per mettere le mani su un importante documento segreto, conosciuto con il codice Z 3, che si trova in possesso di Ivan Petrov, commissario politico sovietico inviato in missione nel paese balcanico.
In quel dossier ci sono le prove che l'adesione jugoslava all'Asse è un doppio gioco che copre le vere intenzioni di Belgrado di collaborare con i Russi.  La Morini riesce, durante una serata intima con Petrov, a fotografare il documento. Quando i partigiani dell'alleanza con l'URSS prendono il potere, lei tenta la fuga, ma viene intercettata a Zagabria da Sullich che la costringe a salire su un aereo. Pensa che per lei sia finita, ma poi si rende conto che stanno volando sopra il mare Adriatico verso l'italia. A quel punto Sullich si presenta come un agente dei servizi segreti italiani e, per giunta, innamorato di lei. Compiuta la loro missione, i due agenti si abbracciano poco prima di atterrare a Venezia.

## Realizzazione del film

### Soggetto e sceneggiatura

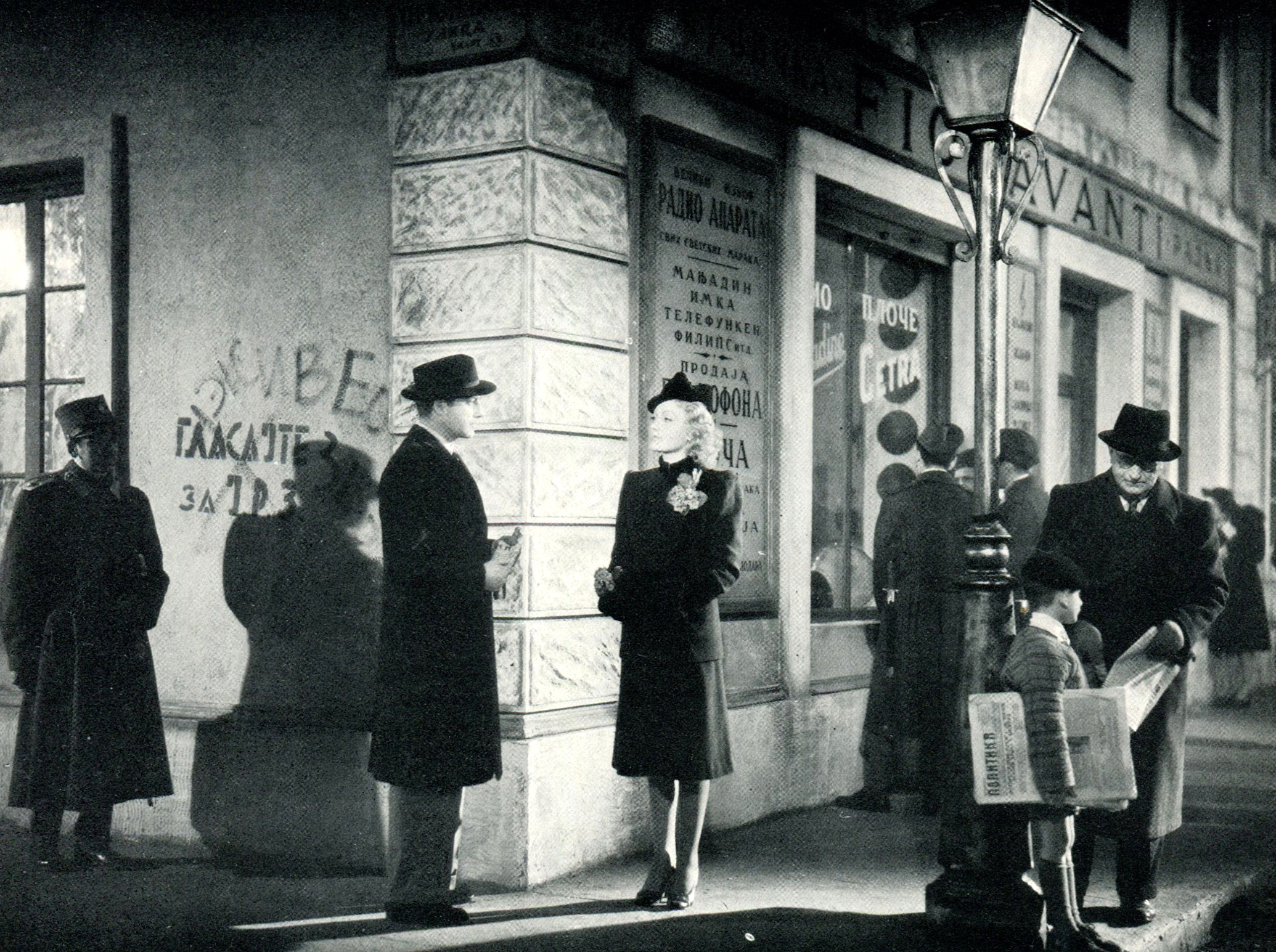
Una città jugoslava ricostruita negli studi Fert. Cupa scena del film con Claudio Gora ed Isa Miranda

Autore del soggetto del film fu Corrado Sofia, un giornalista che si era trovato presente in Jugoslavia quando, nel marzo 1941, un colpo di stato aveva rovesciato il governo filo - Asse, causando l'intervento militare della Wehrmacht e delle truppe italiane. Su questa idea si innestò la sceneggiatura scritta soprattutto da Guarini, con il quale collaborarono lo scrittore Ercole Patti ed il critico cinematografico del Messaggero, Sandro De Feo. Nonostante che durante la guerra la cinematografia italiana fosse esortata a produrre film di propaganda bellica (nel 1940 era stato anche costituito un apposito Comitato, presieduto dal Ministro Pavolini) questo fu l'unico di genere spionistico ad avere un qualche collegamento con l'attualità militare, presentando tuttavia la guerra nei Balcani in modo che non piacque agli alleati tedeschi, cosicché il film non ottenne in Germania il nulla osta della censura.

### Produzione
Documento Z 3 venne realizzato presso gli studi cinematografici Fert a Torino. Le riprese iniziarono nel dicembre del 1941  e furono completate, girando alcune scene esterne in una base aerea militare nei pressi di Torino che poi diventerà l'aeroporto civile di Caselle, nei primi giorni del marzo 1942. Fu l'unica pellicola prodotta nel 1941 dagli "Artisti Associati". Durante la lavorazione venne presentato come un film che «per la prima volta mostra l'opera oscura, da "eroi senza gloria", che i nostri (italiani - n.d.r.) hanno svolto in Jugoslavia per smascherare la doppiezza serba e la politica bifronte di quel Paese».

### Interpreti

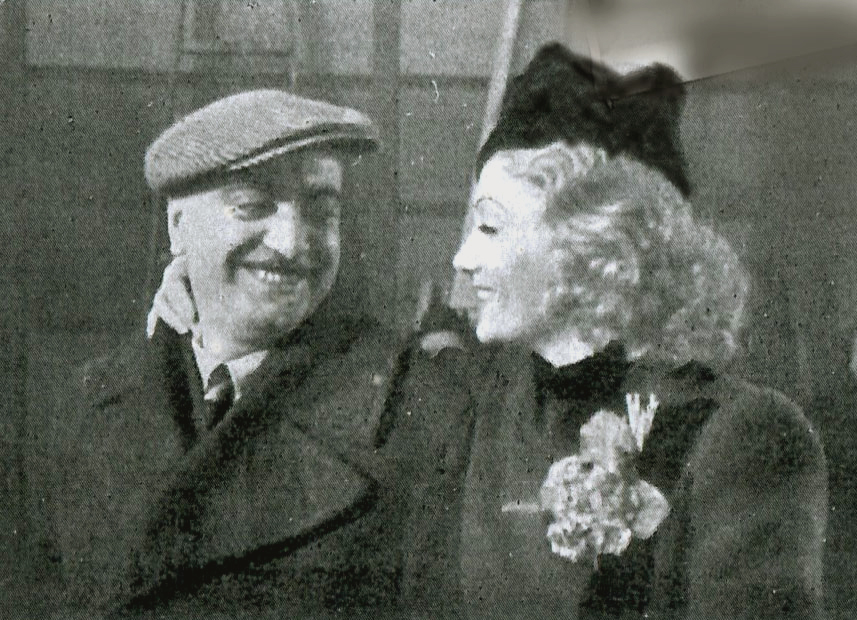
Il regista di Documento Z 3, Alfredo Guarini, e l'attrice Isa Miranda, sua moglie, in una foto del 1942 durante la lavorazione del film

Documento Z 3 è stato l'ultimo dei tre film "minori", interpretati da Isa Miranda dopo il suo rientro in Italia al termine della poco fortunata parentesi hollywoodiana. Terminò con esso un periodo di ostracismo sancito verso di lei dal Minculpop per alcune sue dichiarazioni riguardo all'invasione della Polonia nel 1939 da parte della Germania che, vere o presunte, erano state diffuse dalla "Paramount" mentre lei era ancora negli USA. Emarginata dalle case produttrici (a parte gli "Artisti Associati"), le cose per lei cambiarono solo dopo un incontro di chiarimento con Mussolini. Con la tematica patriottica di Documento Z 3 Guarini, che oltre ad essere li regista del film era anche il marito della Miranda, sanciva il rientro nel mondo cinematografico italiano dell'attrice, che ha definito il suo ruolo in questo film «un personaggio alla Dietrich».
Benché incentrato in gran parte sul personaggio della Miranda, ii film propose anche l'interpretazione di un ormai affermato Claudio Gora, generalmente lodata nei commenti della critica,  e fu una delle prime prove della lunghissima filmografia di Aroldo Tieri, all'epoca ventiquattrenne .

## Accoglienza
Il fatto che Documento Z 3 rientrasse nel filone delle pellicole patriottiche non impedì che numerosi commentatori avanzassero nei confronti del film dubbi e riserve. «In definitiva - così scrisse L'Illustrazione italiana - queste avventure ci appaiono troppo facili ed eccessivamente accomodate ai fini del racconto. Fatto sta che ai fatti ed ai personaggi di Documento Z 3 non riusciamo a credere, anche per una regia troppo blanda, priva di vigore ed effetto». Cinema, nel ricordare che «Americani, francesi e tedeschi hanno insistito a lungo in un genere come questo e, bisogna riconoscerlo, con risultati sempre migliori di quelli raggiunti da Guarini», giudicò il film frutto di una «tecnica ingenua e quanto mai semplicistica». 

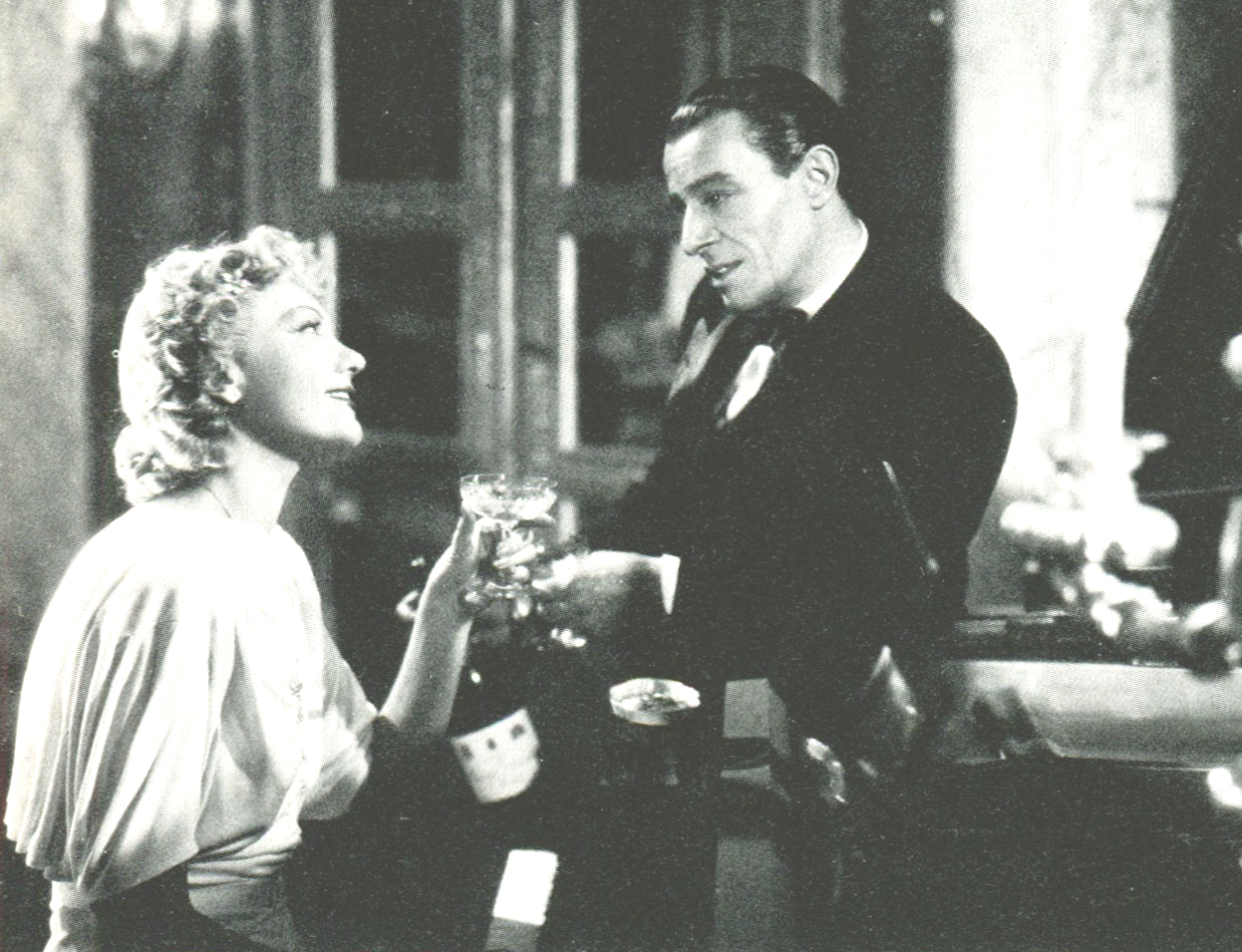
Alla ricerca del Documento Z 3, Isa Miranda, spia italiana, seduce Luis Hurtado, agente sovietico

Anche La Stampa, che pure concesse al film il merito di descrivere le gesta di «quelli che in singolarissimi avamposti lottando con fredda audacia hanno il diritto di essere chiamati combattenti», ne riconobbe i limiti: «Era un romanzo tale da esigere ogni cura nei suoi sviluppi. Invece la sceneggiatura qua e là è corriva, il dialogo un po' dozzinale e da questi due elementi deriva l'incertezza del film». L'unico commento positivo restò quello del Corriere della sera: «Può parere impossibile, ma sono riusciti a fare un film divertente su una materia abusata come quella dello spionaggio».
I giudizi sulla Miranda furono diversi e contrastanti. Per Cinema la prestazione della Miranda «è la solita vista in questi ultimi tempi, in cui non riesce a scuotersi da quel torpore patetico e melodrammatico in cui è caduta., mentre per Film «ci troviamo di fronte ad una Miranda meno patetica, finalmente; in questo film in alcuni quadri, che sono certo i migliori, ella è sorniona, agile, elegante come un gatto.». E se per la Stampa «siamo ancora un po' lontani dall'attrice attenta e vibrante, desiderosa soltanto di schiettezza, che tutti ammirammo»,  per Cine magazzino «finalmente si è riveduita un Miranda che non è più una "cartolina illustrata" e si irrigidisce in pose manierate, ma una Miranda calda, spontanea quasi sempre, tornata a muoversi ed a soffrire come le creature di questa terra».